# 治安强化运动
治安强化运动是指在中国抗日战争期间，日军对华北、华中地区推行的巩固占领的政策。
1941年1月，日军制定了《大东亚长期战争指导纲要》和《对华长期作战指导计划》，将华北划分为“治安区”、“準治安区”和“非治安区”。在治安区加强中国人组织力量，以中国人警察力量承担治安工作；对准治安区进行“蚕食”，制造无人区，使其逐步变成治安区；对非治安区，则以军事“扫荡”为主，实行“三光政策”及囚籠政策。 目標是由1941年3月起，3年內把「治安區」，從一成(10%)增加至七成(70%)。 